# Dietmar Danner
Dietmar Danner (født 29. november 1950 i Mannheim, Vesttyskland) er en tidligere tysk fodboldspiller (midtbane).
Han spillede i ni sæsoner hos Borussia Mönchengladbach, hvilket var hans længste ophold i en klub under karrieren. Her var han med til at vinde hele tre tyske mesterskaber, én DFB-Pokaltitel og to udgaver af UEFA Cuppen.
Dannar spillede desuden seks kampe for Vesttysklands landshold. Han var med på det tyske hold der vandt sølv ved EM i 1976 i Jugoslavien. Her var han på banen i semifinalen mod værtsnationen.

## Titler
Bundesligaen
- 1975, 1976 og 1977 med Borussia Mönchengladbach

DFB-Pokal
- 1973 med Borussia Mönchengladbach

UEFA Cup
- 1975 og 1979 med Borussia Mönchengladbach